# Опыт короткого замыкания
Опыт коро́ткого замыка́ния — определение параметров элементов схемы замещения, используемой при расчете реальных схем, в частности, активных двухполюсников. В опыте короткого замыкания сопротивление внешней цепи полагают гораздо меньшим, чем внутреннее сопротивление источника. Исходя из закона Ома для полной цепи {\displaystyle I={\varepsilon  \over {R+r}}}, при сопротивлении внешней цепи {\displaystyle R=0}, сила тока {\displaystyle I} достигает максимального значения. В случае переменного тока следует учитывать реактивные составляющие сопротивления измерительного прибора.
Целью этого опыта и является определение параметра тока генератора для схемы замещения.
Частный случай этого опыта проводится для трансформаторов переменного тока большой мощности, когда трансформатор вырождается из шестиполюсника в трехполюсник для трехфазного тока и из четырехполюсника в двухполюсник однофазного. Опыт короткого замыкания характеризует работу силового трансформатора в предельном режиме нагрузки при номинальном токе вторичной обмотки {\displaystyle (I_{2}=I_{2n})}.